# Alexander Sladkovsky
Alexander Sladkovsky (nacido el 20 de octubre de 1965 en Taganrog, Rusia) es director de orquesta ruso. Es jefe artístico y director principal de la Orquesta Sinfónica Nacional de Tatarstán (Tatarstan National Symphony Orchestra) en la ciudad de Kazán (Rusia). Alexander Sladkovsky es Artista del Pueblo de la Federación Rusa, Artista del Pueblo de la República de Tatarstán, laureado del Tecer Concurso Internacional de Prokofiév, profesor del Conservatorio de Kazán.

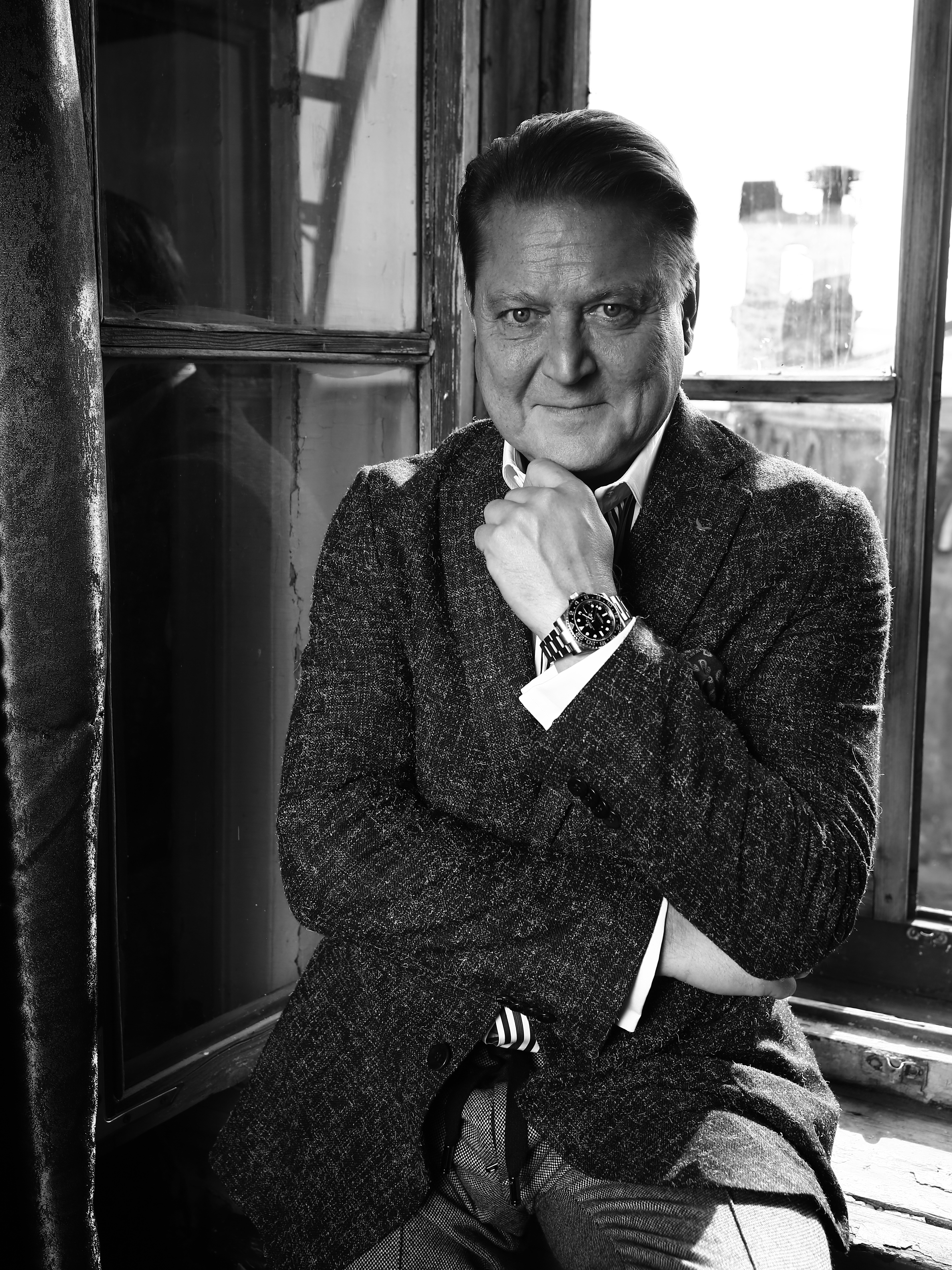
Alexander Sladkovsky

Alexander Sladkovsky nació en 1965 en la ciudad rusa de Taganrog. Se graduó del Conservatorio de Moscú con una medalla de oro y después del Conservatorio de San Petersburgo. En 2001 en el Teatro de Hermitage Maestro Sladkovsky dirigió la orquesta en el concierto dedicado a la visita de Su Majestad la Reina de Países Bajos Beatriz. Alexander Sladkovsky fue asistente de Mariss Jansons y Mstislav Rostropovich. Sladkovsky fue director de orquesta principal del Teatro estatal de opera y ballet del Conservatorio de San Petersburgo. En los años 2004-2006 fue director de orquesta de la Capilla de la Corte de San Petersburgo. Desde 2006 hasta 2010 fue director de la Orquesta sinfónica estatal “Nueva Rusia” (director principal - Yuri Bashmet). En 2010 se hizo jefe artístico y director principal de la Orquesta Sinfónica Nacional de Tatarstán (Tatarstan National Symphony Orchestra) en la ciudad de Kazán (Rusia). Durante casi los trece años que lleva en el cargo Alexander Sladkovsky ha hecho transformaciones importantes llevando la orquesta a la fama nacional y mundial.
La Orquesta Sinfónica Nacional de Tatarstán junto con Alexander Sladkovsky fundaron numerosos festivales musicales tales como Rakhlin Seasons, Miras, White Lilac, Kazan Autumn, Concordia, Denis Matsuev Meets Friends, International Organ festival y Creative Discovery. Dichos festivales, la mayoría de los cuales son internacionales, se consideran eventos de mayor importancia en la vida cultural de Kazán, de la república y también del todo el país. Alexander Sladkovsky es el creador del proyecto Property of the Republic para talentosos alumnos de las escuelas musicales así como del proyecto educativo Music lessons with an orchestra y el proyecto benéfico Healing through music para los niños enfermos. Asimismo, Alexander Sladkovsky es el fundador de la Orquesta Sinfónica Juvenil de la República de Tatarstán.  
La Orquesta Sinfónica Nacional de Tatarstán dirigida por el maestro Alexander Sladkovsky ha sido la primera orquesta regional de Rusia cuyas actuaciones fueron grabadas por los canales musicales internacionales Medici.tv y Mezzo.  
En los últimos 12 años la orquesta de Alexander Sladkovsky ha tenido 14 giras mundiales en el marco de sus propias actuaciones europeas y tales festivales musicales internacionales como Symphonic Middle East, La Folle Journée,  Festival de La Roque-d'Anthéron, etc. En varios años la Orquesta Sinfónica Nacional de Tatarstán actuó en Austria (2012, 2016), Francia (2014, 2018, 2019), Japón (2014, 2019), Turquía (2015), Eslovaquia (2016), Suiza (2016, 2017), Alemania (2016), España (2017, 2020), China (2018), Emiratos Árabes Unidos (2022).  
La Orquesta Sinfónica Nacional de Tatarstán dirigida por Alexander Sladkovsky ha actuado por la primera vez en 34 salas de Rusia, Europa y Asia, entre las cuales: Auditorio Nacional (Madrid), Brucknerhaus (Linz), Musikverein y Konzerthaus (Viena), la Sede de la Unesco (París), Palacio Euskalduna (Bilbao), Sala de Conciertos de la Filarmónica de Eslovaquia (Bratislava), International Forum Hall (Tokio), Sala de conciertos de Ishikawa Ongakudo (Kanazawa), Centro Cultural de Nantes (Nantes), Sala de Conciertos de Harbin (Harbin), Victoria Hall (Ginebra), Dubai Opera y Teatro del Mall of the Emirates (Dubái), Casa de las artes musicales, Royal Opera (Mascate). 
En 2016 la Orquesta Sinfónica Nacional de Tatarstán y Alexander Sladkovsky lanzaron un proyecto musical global bajo el sello de la compañía musical de Melodiya: las sinfonías de Gustav Mahler  (Sinfonías 1, 5, 9) así como todas las sinfonías y conciertos instrumentales de Dmitri Shostakóvich. En el mayo de 2020 bajo el sello de Sony Classical Maestro Sladkovsky y su Orquesta presentaron otro proyecto importante – lanzamiento digital de Chaikovski 2020, la grabación que reúne todas las sinfonías y conciertos instrumentales de Piotr Chaikovski dedicada al 180 aniversario del nacimiento del compositor. La colaboración con la compañía Sony Classical se estrechó gracias a otros proyectos que siguieron después. En el agosto de 2020 Alexander Sladkovsky y la Orquesta Sinfónica Nacional de Tatrstán grabaron todas las obras sinfónicas de Serguéi Rajmáninov y lanzaron la colección de CDs bajo el título de Sergey Rajmáninov. Symphony Collection (los conciertos-presentaciones se celebraron en el marzo de 2021 en Moscú, San Petersburgo y Kazán). El julio de 2021 estuvo marcado por la grabación de todas las sinfonías de Ludwig van Beethoven y la música de ballets de Ígor Stravinski.  
En 2019 Alexander Sladkovsky fue premiado con Sergei Rachmaninoff International Award (galardón internacional de Serguéi Rajmáninov) en la categoría de Proyecto especial al nombre de Serguéi Rajmáninov por la atención especial que el Maestro y la Orquesta Sinfónica Nacional de Tatarstán brindan a la obra del compositor y por la organización en Kazán del festival internacional de Rajmáninov White Lilac.  
La Orquesta Sinfónica Nacional de Tatarstán dirigida por su director principal y jefe artístico Alexander Sladkovsky es la primera y única orquesta regional de Rusia que disfruta del honor de tener sus propios conciertos de suscripción en la Sociedad Filarmónica de Moscú. 

## Discografía
- Anthology of Tatarstan composers' music (Release year: 2012)
- «Просветление» (Enlightenment) (Release year: 2013)
- Mahler. Symphonies №№1, 5, 9 (Release year: 2016)
- Alexander Sladkovsky. Shostakovich: Complete concertos (Release year: 2017)
- Alexander Sladkovsky. Shostakovich: Complete symphonies (Release year: 2017)
- Tchaikovsky 2020 (Release year: 2020)
- Sergey Rachmaninoff. Symphony Collection (Release year: 2021)
- «Stravinsky. Ballet essentials» (Release year: 2022)